# UH-1 (航空機)
UH-1 イロコイ
- 用途：汎用 (軽輸送, 連絡, 観測, 捜索救難など)
- 分類：中型ヘリコプター
- 設計者：ベル・エアクラフト→ベル・ヘリコプター
- 製造者：
- 運用者：
  -  アメリカ合衆国（陸軍、空軍、海兵隊）
  -  イタリア（海軍・陸軍）
  -  日本（陸上自衛隊）
  -  中華民国（台湾）（中華民国陸軍）
  -  オーストラリア（オーストラリア陸軍） 他
- 初飛行：1956年10月22日
- 生産数：16,000機以上
- 生産開始：1959年
- 運用状況：現役

UH-1は、アメリカ合衆国のベル・エアクラフト社が開発した汎用ヘリコプター。アメリカ軍での公式の愛称はイロコイ（Iroquois）だが、ヒューイ（Huey）として広く知られている。
1959年よりアメリカ陸軍で採用され、ベトナム戦争などで活躍した。現在は後継機種のシコルスキーUH-60 ブラックホークに置き換えが進んでいるが、日本の陸上自衛隊を含めて多くの国々では現役である。

## 型式の変遷

### 短胴・単発型
UH-1シリーズの起源となったのがベル・エアクラフトのモデル204で、1955年6月にアメリカ陸軍の次期汎用ヘリコプターに選定された。当初、試作機はXH-40、運用試験用の機体はYH-40と称されていたが、試験中に陸軍の命名規則が変更され、XH-40はXHU-1、YH-40はYHU-1に改称され、生産型はHU-1Aと称されることになった。

#### UH-1A
HU-1Aの形状はYH-40とほぼ同様だが、運用試験で浮上した指摘事項の多くが修正されている。エンジンは、当初はT53-L-1A（定格770 shp）が搭載されたが、生産15号機からT53-L-5（定格960 shp）に変更された。
先行量産型のHU-1A 9機の引き渡しは1959年6月30日より開始された。1960年のチリ災害救援の際にHU-1A 10機が派遣され、「初陣」となった。そして1962年3月に第57医療分遣隊の装備機がベトナム共和国に派遣されたのを端緒として、ベトナム戦争にも投入されていった。また武装ヘリコプター化も試みられ、沖縄で70mmロケット弾と7.62mm機関銃を搭載した機体が10月からベトナムでの運用を開始した。
当初の契約では、量産機は100機が生産される予定だったが、実際の生産数は173機となり、1961年3月までに陸軍への引き渡しを完了した。そして1962年9月18日の3軍共通命名規則の導入に伴い、HU-1AはUH-1Aと称されるようになった。生産数のうち14機は練習機型のTH-1Aに改造され、計器飛行訓練用の偽装が施された。また1機がベル社の研究プラットフォーム機に改造されてRH-2と称された。

#### UH-1B
UH-1Aの強化型として開発されたのがUH-1B（旧称HU-1B）であり、1959年6月にまず試作機4機が発注されて、1960年4月27日に初飛行した。UH-1Bはヒューイとして初めて大量生産されたモデルであり、アメリカ陸軍に納入された機体は1,010機に及んだ。
機体形状はUH-1Aと大きくは変わらないが、メインローターの翼弦長を533ミリに増大、後縁部はアルミニウム合金製・ハニカム構造の心材を用いる方式とされた。エンジンはUH-1A後期生産型と同じT53-L-5（定格960 shp）がしばらく搭載されていたが、後にT53-L-9または11（1,100 shp）に変更された。キャビンの寸法は変わらないが、搭載できるペイロードは15パーセント増えた。
UH-1Bは汎用ヘリコプターとして開発されていたが、UH-1Aで武装化を試みた経験を踏まえて、生産された時点でXM-156ユニバーサル・マウントや照準器が取り付けられており、必要に応じて武装ヘリコプターとしても運用できるように配慮されていた。後にキャビンを拡張したUH-1Dが登場すると、UH-1Bは武装ヘリコプターとして用いられることも多くなった。

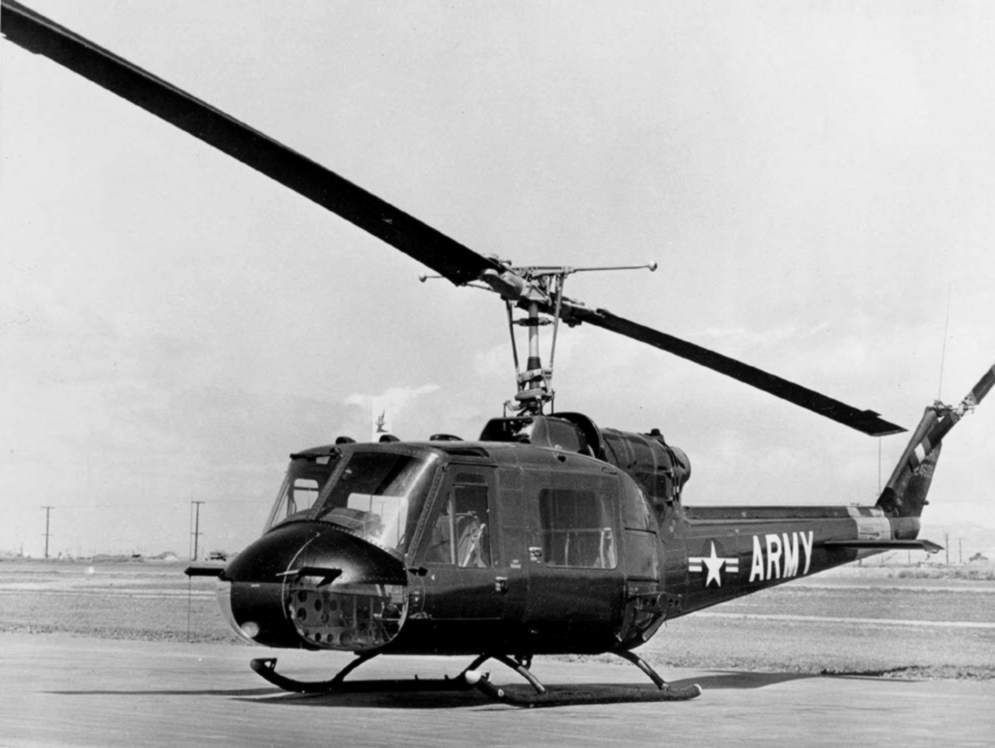
クリーン形態のUH-1B
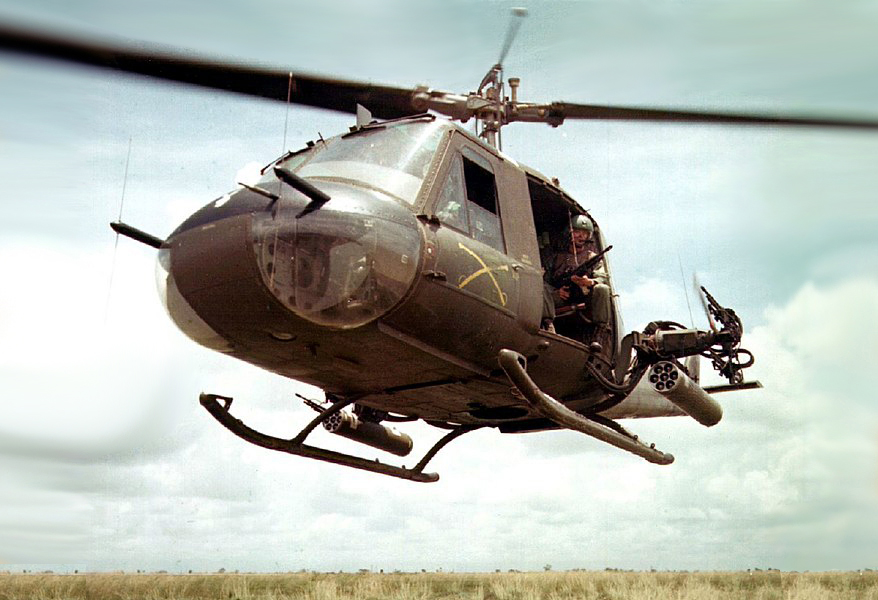
M16サブシステムを搭載したUH-1B
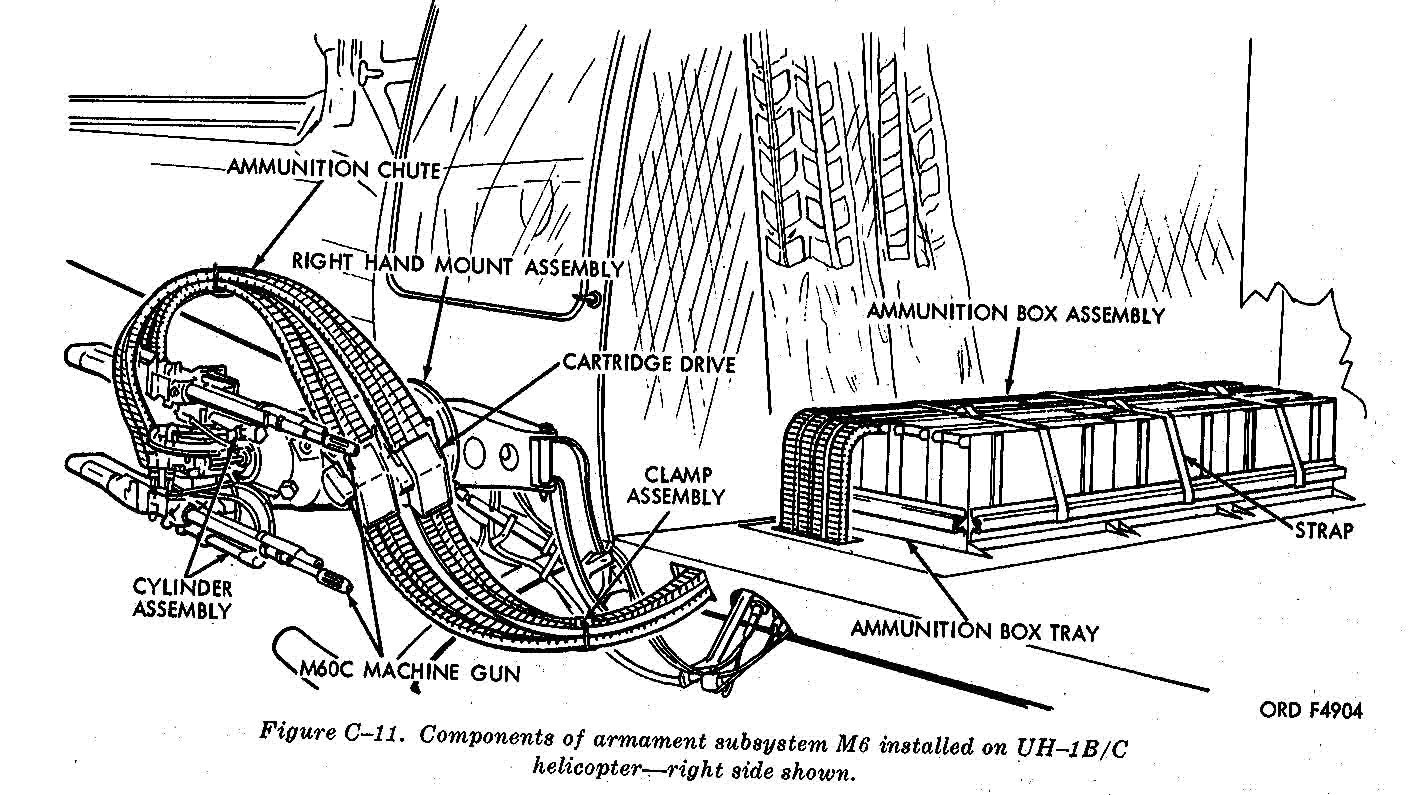
M6サブシステム
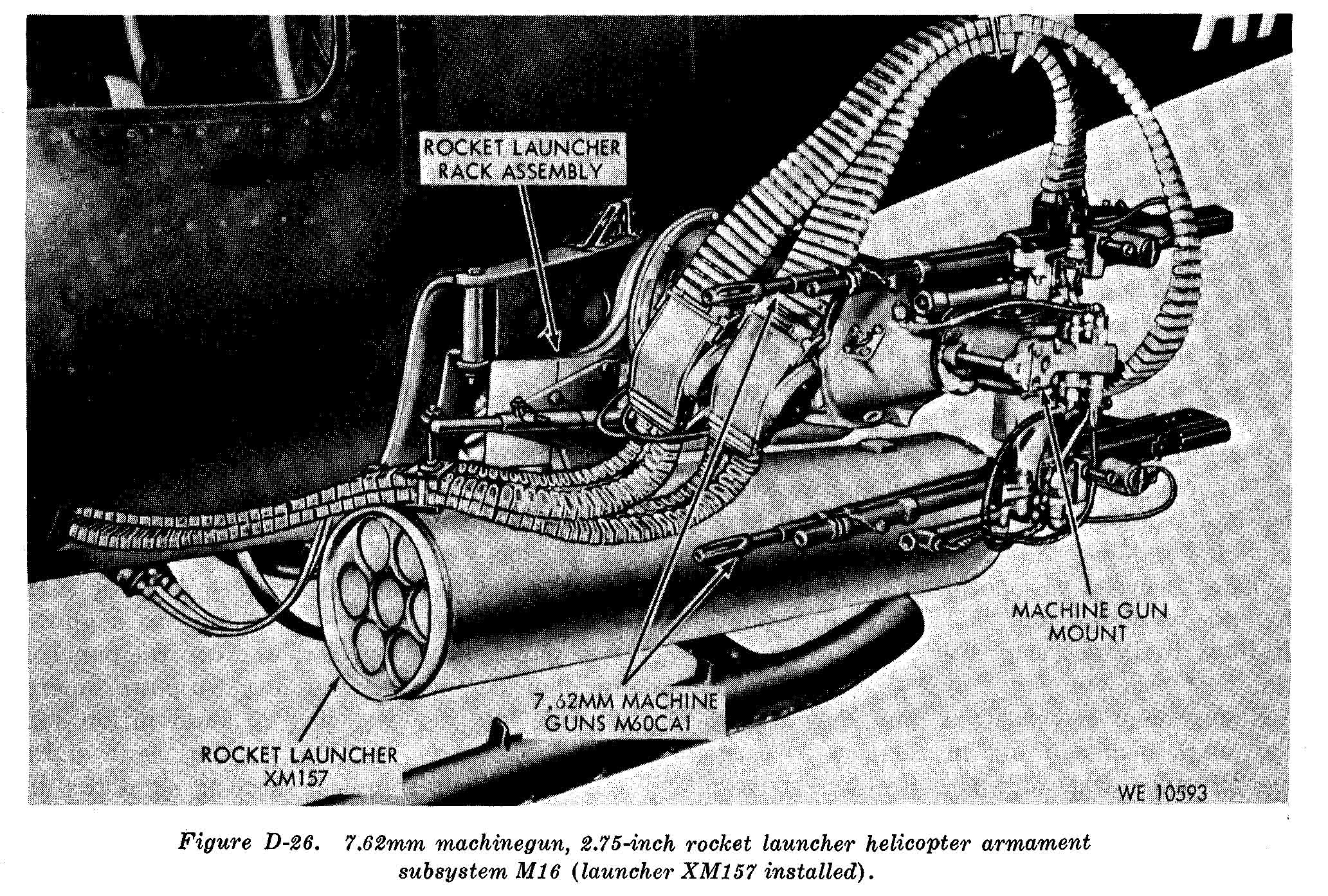
M16サブシステム
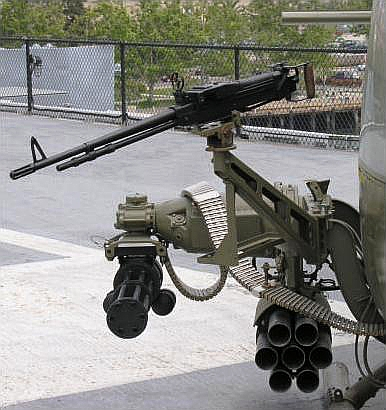
M21サブシステム

#### UH-1C/M

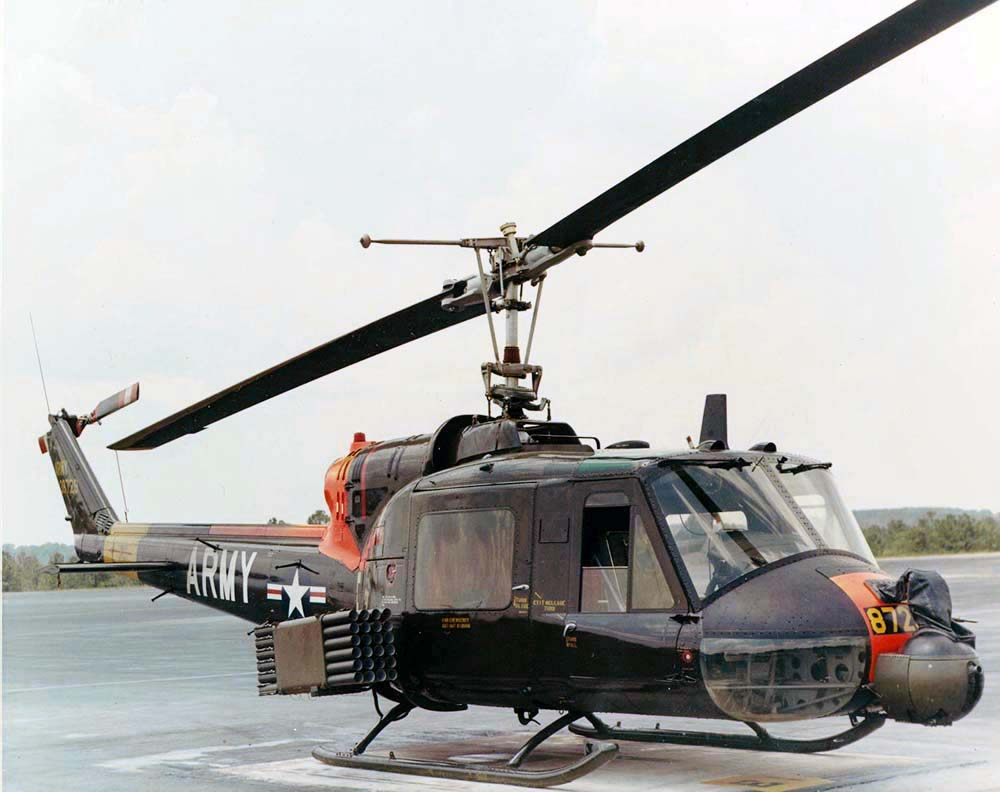
M3・M5サブシステムを搭載したUH-1C

1965年9月、ベル社はUH-1Bを発展させた機体にUH-1Fと同じモデル540「ドア・ヒンジ」ローターを組み合わせてUH-1Cを開発し、陸軍向けのUH-1Bの生産はこちらに移行した。エンジンはT53-L-11（1,100 shp）を搭載しており、ローター翼弦を686 mmまで拡大したこともあって、速度は140ノット（259 km/h）に向上した。後に全機がT53-L-13エンジンを搭載しており、エンジン換装後の機体はUH-1Mと称された。
既に輸送能力を強化したUH-1Dが登場していたこともあり、UH-1Cは当初から武装ヘリコプターとしての運用を前提として開発された。操縦席には装甲板が装着されたほか、ピトー管は機首からコクピットの上に移されて、機首には容易にチン・ターレットを装着できるように配慮された。
766機が生産され、「ヒューイ・ホッグ」とも通称された。その後、専用設計の攻撃ヘリコプターであるAH-1Gが登場すると、生産はこちらに移行した。

#### UH-1E

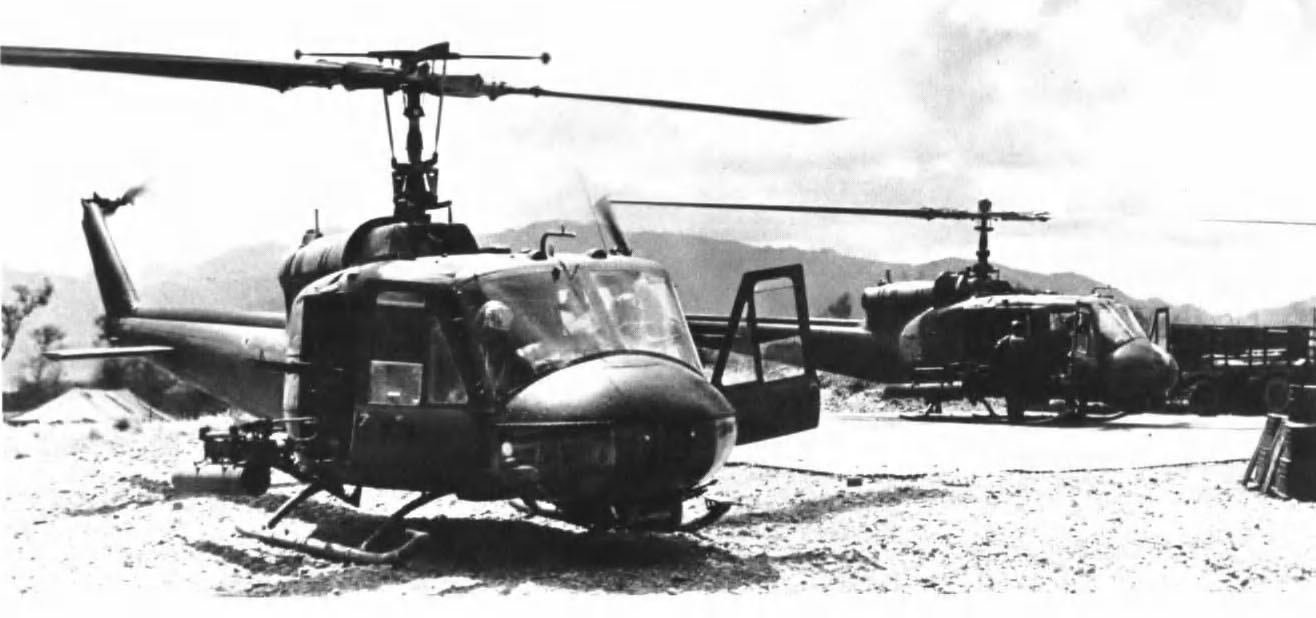
TAT-101およびTK-2搭載のUH-1E

1962年3月、アメリカ海兵隊はO-1B/C観測機やOH-43D観測ヘリコプターの後継となる強襲支援ヘリコプター（Assault support helicopter）としてベルの案を選定し、UH-1Eと称した。計209機が生産され、うち20機が練習機型のTH-1Eに改造された。
設計はおおむねUH-1B/Cと同様で、エンジンもUH-1Cと同じT53-L-11（1,100 shp）を搭載したが、ローターブレーキとホイストクレーンが装備されたほか、電子機器も海兵隊仕様となった。また洋上運用が想定されることから、塩による腐食に脆いマグネシウム合金を廃して、耐蝕性が強いアルミニウム合金に置き換えられたほか、1965年には、UH-1Cと同様のモデル540型ローターと増加型燃料タンクが導入された。
配備は1964年2月より開始され、1965年5月からはベトナムにも展開した。まずは観測飛行隊に配備されて、指揮統制が主任務とされていたが、陸軍と同様のCASEBACや連絡なども想定されていた。ただしベトナムではCH-46輸送ヘリコプターの護衛にも投入されており、護衛任務に投入された機体は、両舷にM60 7.62mm機銃と70mmロケット弾ポッド（7連装または18連装）を1基ずつ搭載した。

#### UH-1F/P
1963年6月、アメリカ空軍は弾道ミサイル基地の支援用としてXH-48Aを採用し、まもなくUH-1Fと改称した。1964年から1967年にかけて119機が納入されたほか、練習機（TH-1F）型27機も生産された。1966年には空軍第20特殊作戦飛行隊 (20th SOS) の使用機としてベトナムに派遣されており、UH-1Fをもとに武装が施された機体はUH-1Pと通称された。
機体はUH-1Bをベースとするが、モデル540「ドア・ヒンジ」ローターが導入された。ローターハブはアンダースラング式フェザリング軸を採用、ローター径は48 ft (15 m)、ブレード弦長は27 in (0.69 m)で失速しにくい設計となっており、速度や機動性の向上といった効果があった。
なお空軍の要求に基づき、エンジンはゼネラル・エレクトリック T58-GE-3（1,325 shp）とされた。これはHH-3のための在庫を活用するための措置だったが、T53と比べて小さく軽い一方で全長が長いため、出力軸を左側に折り返し、延長軸を取り付ける方法で前方に出力し、排気口を右側にオフセットしたまま搭載された。

### 長胴・単発型

#### UH-1D
従来のUH-1A/Bではキャビンに搭乗可能な人数は6名だったが、1個小銃分隊（陸軍では10名、海兵隊では13名）を1機で運ぶには足りず、運用上の不便が指摘されていた。ベル社ではモデル204の開発段階から搭乗可能人数を14名に増やすことを目指しており、検討を経て、胴体を延長してキャビンを大型化したモデル205が製品化された。そしてそのアメリカ陸軍仕様がUH-1Dであり、まず1960年7月に試作機であるYUH-1D 7機が発注され、1961年8月16日に初飛行、1963年5月より量産機の納入が開始されて、1966年までに2008機が生産された。
キャビンを拡張したことで、兵員輸送時には最大14名を、CASEBAC任務時にはストレッチャー6床を収容できるようになった。またYUH-1DはUH-1Bと同じローターを装着していたが、量産機では、ローター径48 ft (15 m)・ブレード弦長は21 in (0.53 m)のローターが採用された。これにあわせてテイルブームも延長されたほか、燃料タンクを含むバルジはエンジン後端にまで達しており、燃料タンク容量も242米ガロン（916 L）に増えた。水平安定板はUH-1Cと同様に下向きのキャンバーがついた大型のものが備わり、垂直尾翼の面積も拡大された。
一方、背部のエンジンカバーのデザインが一新されて空気抵抗は低減された。標準的なエアインテークは側面にスリットが並ぶ形状だが、1965年頃からパーティクル・セパレーターが装着されるようになった。ただし搭載能力を強化したにもかかわらず、エンジンはUH-1B後期生産型と同じT53-L-11（1,100 shp）であり、高地・温暖環境での出力不足という問題を抱えていた。

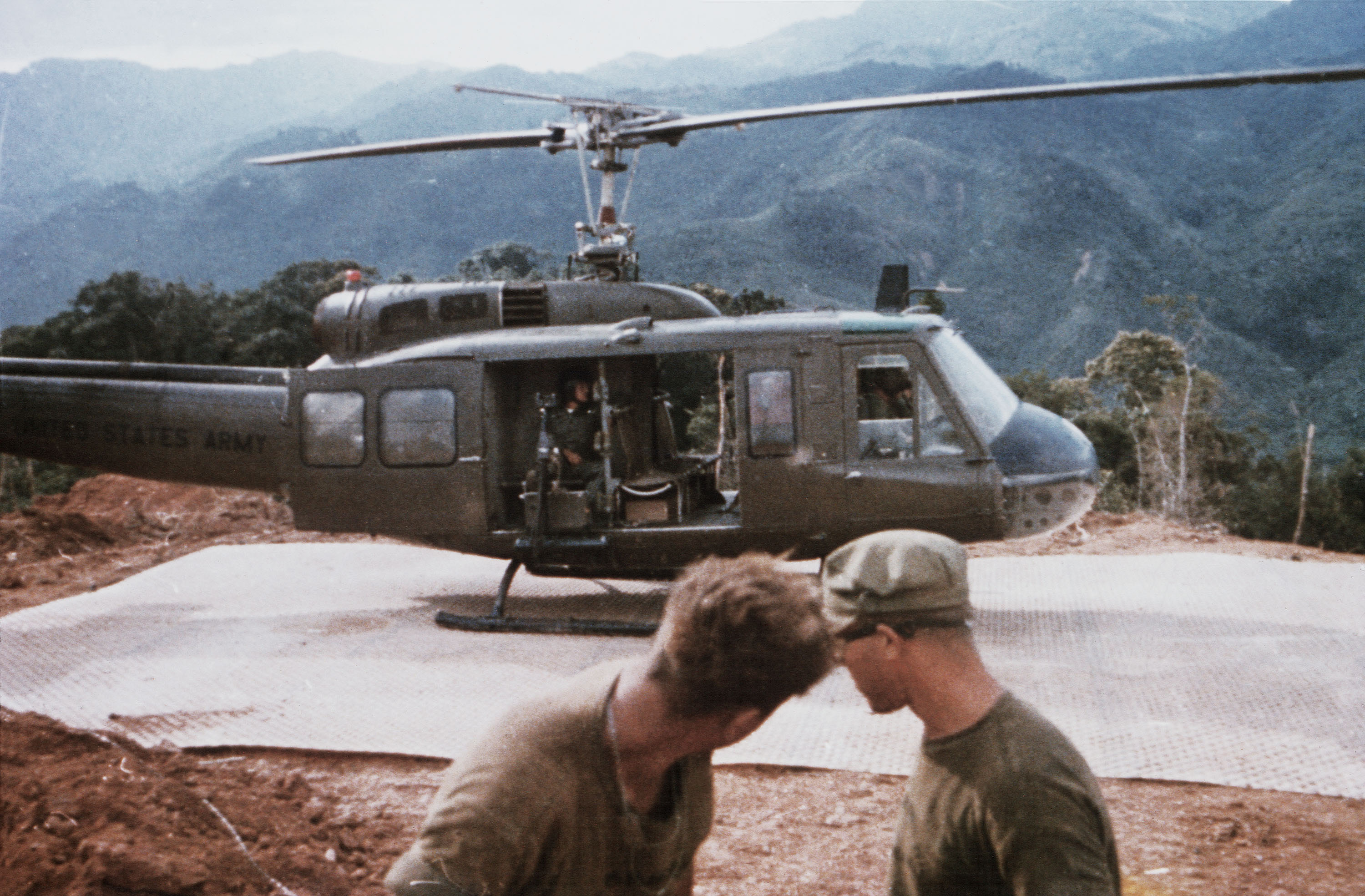
UH-1D
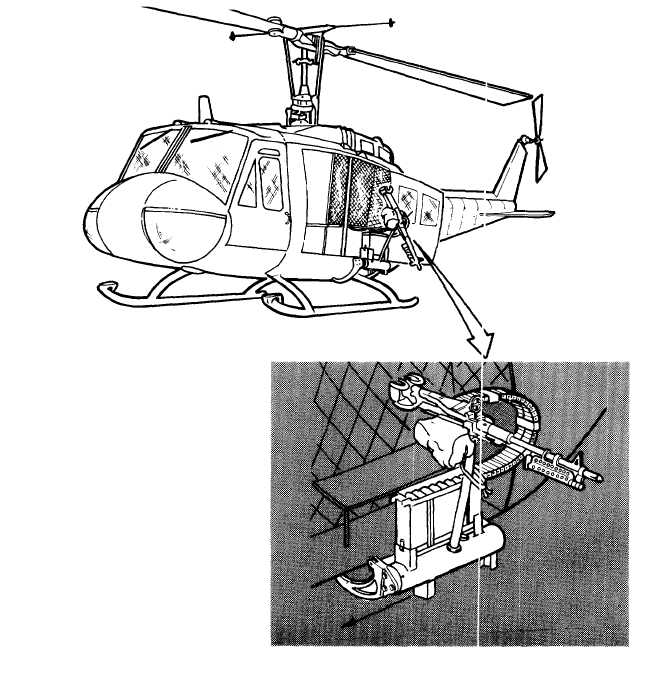
M23サブシステム搭載のUH-1D

#### UH-1H
UH-1Dを基にエンジンをT53-L-13（1,400 shp）に変更したのがUH-1Hであり、1967年9月よりアメリカ陸軍への納入が開始された。UH-1Dを同仕様に改修した機体を含めて4,850機以上が生産されたほか、日本や台湾、イタリアでの生産分も含めると、生産数は5,500機近くに達する。
エンジンの出力が増強されたことで、ベトナムでのあらゆる任務に投入可能となった。総重量が9,500 lbs（4,309 kg）に達したが、燃料容量は逆に220米ガロン（832 L）に減らされている。
UH-1Dからの外見上の変更点としては、ピトー管がコクピット頂部に移設され、ブレードアンテナの形状も変更された。エンジンのインテークは上面と左右側面の三面から吸気するタイプとなり、フィルター型のパーティクル・セパレーターが標準装備された。またベトナム戦争後期に登場した9K32の脅威に対抗するため、赤外線抑制型の排気管とエンジン熱の遮蔽板を装着した機体も現れた。

#### UH-1HP/J
UH-1シリーズの製造元であるベル・テキストロンとライカミング・エンジンズは、多数が運用されているUH-1Hの近代化・耐用年数延長のためのアップグレード規格としてヒューイIIを策定し、UH-1HP（High Performance）と称した。
ヒューイII規格では、エンジンをT53-L-703（1,800 shp）とし、ローター・システムやテイルブームはモデル212系のものを導入することで、ホバリング限界高度は2,744 m、吊り下げ重量は5,000 lbs（2,268 kg）に向上した。また新造機のほか、既存の機体を改修するためのキットもセールスされているが、この場合、モデル212のパーツが全て組み込まれるとは限らない。
一方、陸自向けのUH-1B・Hのライセンス生産を担当していた富士重工業がUH-1Hの発展型として開発したのがUH-1Jで、ベルとのライセンス契約に基づいてヒューイII規格が適用されているが、80％が国産技術によって製作されている。また機首もモデル212と同様のロングノーズに変更された。

### 双発・2枚ブレード型 (UH-1N)
モデル205をベースにした機体とプラット・アンド・ホイットニー・カナダ PT6Tエンジンを組み合わせて開発されたのがモデル212であり、そのアメリカ軍仕様がUH-1Nである。アメリカ軍への引き渡しは1970年10月から開始され、まず空軍向け79機、海軍向け40機、海兵隊向け24機が発注された。また1973年から1978年にかけて、海軍・海兵隊が159機を追加購入した。空軍ではHH-1Hと同様の救難機であるHH-1Nも22機を購入し、追加で13機が同仕様とされた。
PT6Tは「ツインパック」と通称され、2基のエンジンを連結して1つのギアボックスを駆動するものであり、厳密には双発というより双子エンジンと称するべきものではあるが、片発停止時にはもう1基の出力を上げて短時間飛行を継続することもできる。これは、UH-1Eの運用経験を踏まえ、洋上飛行時の安全性確保のため双発化を要望していた海兵隊から、高く評価された。空軍では、UH-1Fの後継機として基地支援業務に用いられたほか、特殊作戦にも使用された。

### 双発・4枚ブレード型 (UH-1Y)
アメリカ海兵隊では、UH-1Nの後継機の開発にあたり、ちょうど並行して開発されていたAH-1Z攻撃ヘリコプターと設計を共通化するよう求めた。これによって開発されたのがUH-1Yである。
外見上の特徴は、XH-40以来の2枚ブレード型ローターにかえて、4枚ブレード型を採用した点である。ヒューイ系列の機体としては、既にモデル412で4枚ブレード型のローターが採用されていたが、UH-1YではAH-1Zの設計が導入されており、技術的な共通点は少ない。またエンジンもAH-1Zと同じくゼネラル・エレクトリック T700を2基搭載しているが、これはツインパックではなく、真の意味での双発配置となっている。

### 対照表
UH-1には非常に多彩なバリエーションがあるが、胴体の設計と搭載するエンジンに応じて、下表のように整理できる。
|       |       | 搭載エンジン | 搭載エンジン | 搭載エンジン | 搭載エンジン | 搭載エンジン | 搭載エンジン | 搭載エンジン | 搭載エンジン | 搭載エンジン |
| T53-1 | T53-5 | T53-9        | T53-11       | T53-13       | T53-703      | T58          | T400         | T700         |              |              |
| ----- | ----- | ------------ | ------------ | ------------ | ------------ | ------------ | ------------ | ------------ | ------------ | ------------ |
| 胴体  | 短胴  | UH-1A        |              |              |              |              |              |              |              |              |
| 胴体  | 短胴  | UH-1B        |              |              |              |              |              |              |              |              |
| 胴体  | 短胴  |              |              | UH-1E        | UH-1E        | HH-1K        |              | UH-1F/P      |              |              |
| 胴体  | 短胴  |              |              |              | UH-1C        | UH-1M        |              |              |              |              |
| 胴体  | 長胴  |              |              |              | UH-1D        | UH-1H        |              |              |              |              |
| 胴体  | 長胴  |              |              |              | UH-1J UH-1HP |              |              |              |              |              |
| 胴体  | 長胴  |              |              |              |              |              | UH-1N        |              |              |              |
| 胴体  | 長胴  |              |              |              |              |              |              | UH-1Y        |              |              |

## 主要諸元・能力
|                      | UH-1B                               | UH-1D                                | UH-1H                                | UH-1J                                | UH-1HP                            |
| -------------------- | ----------------------------------- | ------------------------------------ | ------------------------------------ | ------------------------------------ | --------------------------------- |
| 全長（主回転翼含む） | 16.15 m                             | 17.39 m                              | 17.39 m                              | 17.44 m                              | 17.46 m                           |
| 胴体幅               | 2.85 m                              | 2.62 m                               | 2.62 m                               | 2.86 m                               | 2.65 m                            |
| 全高                 | 3.77 m                              | 4.39 m                               | 4.41 m                               | 3.97 m                               | 3.91 m                            |
| 主回転翼直径         | 13.41 m                             | 14.63m                               | 14.63m                               | 14.69 m                              | 14.63 m                           |
| エンジン             | T53-L-5×1 （960 shp; 720 kW）       | T53-L-11B×1 （1,100 shp; 820 kW）    | T53-L-13×1 （1,400 shp; 1044 kW）    | T53-L-703×1 （1,800 hp; 1342 kW）    | T53-L-703×1 （1,800 hp; 1342 kW） |
| 最高速度             | 236 km/h                            | 238 km/h                             | 230 km/h                             | 240 km/h                             | －                                |
| 巡航速度             | 202 km/h                            | 209 km/h                             | 204 km/h                             | 200 km/h                             | 219 km/h                          |
| 上昇率               | 810 m/min                           | 535 m/min                            | 487 m/min                            | －                                   | －                                |
| 航続距離             | 418 km                              | 507 km                               | 512km                                | 512km                                | 502 km                            |
| 上昇限界             | 5,150 m                             | 5,910 m                              | 4,145 m                              | 3,840 m                              | 6,096 m                           |
| 空虚重量             | 2,047 kg                            | 2,365 kg                             | 2,255 kg                             | 2,473 kg                             | 2,552 kg                          |
| 最大離陸重量         | 3,856 kg                            | 4,310 kg                             | 4,310 kg                             | 4,772 kg                             | 5,080 kg                          |
| 積載量               | 貨物：1,451kg（3,200lbs） 兵員：7名 | 貨物：1,800kg（4,000lbs） 兵員：11名 | 貨物：1,800kg（4,000lbs） 兵員：11名 | 貨物：1,800kg（4,000lbs） 兵員：11名 | 貨物：2,268kg （機外搭載時）      |
| 乗員                 | 1-4名                               | 1-4名                                | 1-4名                                | 1-4名                                | 1-4名                             |

## 使用国

運用国(青色)・退役国(赤色)

- アルバニア[注 2]
- アルゼンチン
- オーストラリア
- オーストリア
- バーレーン
- バングラデシュ
- ベリーズ[注 3]
- ボリビア
- ボスニア・ヘルツェゴビナ
- ブラジル
- ブルネイ
- ビルマ
- カンボジア
- カナダ
- チリ
- コロンビア[注 4]
- コスタリカ
- ドミニカ共和国[注 5]
- エルサルバドル[注 6]
- エクアドル
- エチオピア
- ドイツ
- ギリシャ[注 7]
- ジョージア
- グアテマラ
- ホンジュラス
- インドネシア
- イラン
- イラク
- イスラエル
- ジャマイカ
- 日本
- ヨルダン
- カザフスタン[注 8]
- ケニア[注 9]
- クウェート
- レバノン
- 北マケドニア[注 10]
- メキシコ
- モロッコ[注 11]
- オランダ
- ニュージーランド
- ノルウェー
- オマーン
- パキスタン
- パナマ
- パラグアイ[注 12]
- パプアニューギニア
- ペルー
- フィリピン
- 中華民国（台湾）
- サウジアラビア
- シンガポール
- セルビア
- ソマリア
- 韓国
- スペイン
- スウェーデン
- タンザニア
- タイ
- チュニジア
- トルコ
- ウガンダ
- アラブ首長国連邦
- アメリカ合衆国
- ウルグアイ
- ベネズエラ
- ベトナム
- イエメン
- ザンビア
- ジンバブエ

### 日本での運用
陸上自衛隊では3タイプのUH-1シリーズが導入されている。B型、H型には「ひよどり」の愛称がつけられていたがJ型には継承されていない、代わりにコールサインとしては「ハンター」と称されている。隊員達には「ユーワン」の通称で呼ばれており、古参の隊員ではタイプを区別するためそれぞれ「ワンビー」、「ワンエイチ」「ワンジェイ」と呼ぶことがある。

#### UH-1B
日本では富士重工業（現・SUBARU）が1962年（昭和37年）から陸上自衛隊向けにUH-1Bのライセンス生産を行い、1972年（昭和47年）までに90機を納入した。必要に応じてロケット弾で武装可能である。
導入時はオリーブドラブにオレンジのラインを入れる塗装を施していたが、各種迷彩塗装の試験の後、UH-1Hと同様の塗装を施した機体も存在した。全機退役済み。

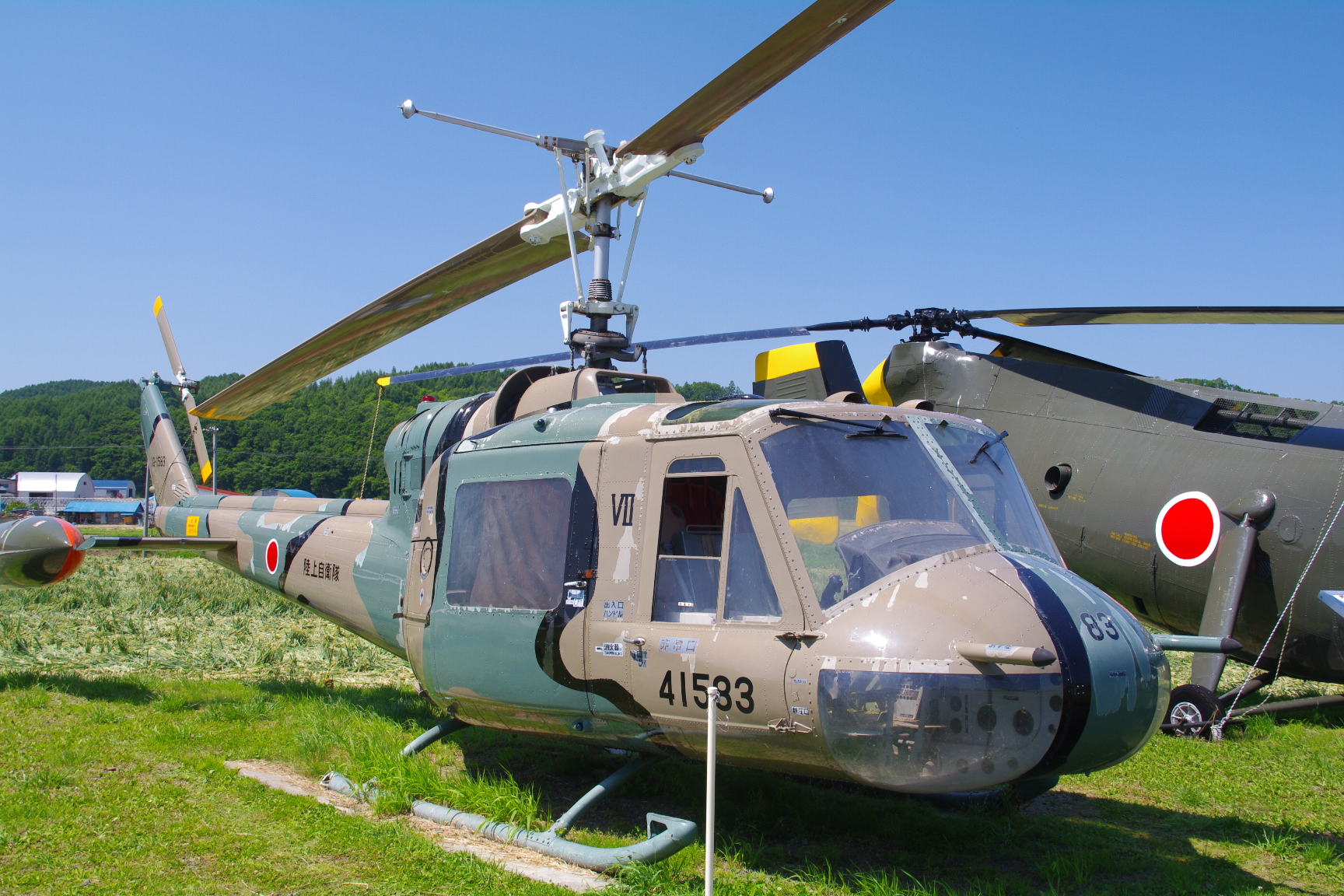
UH-1B
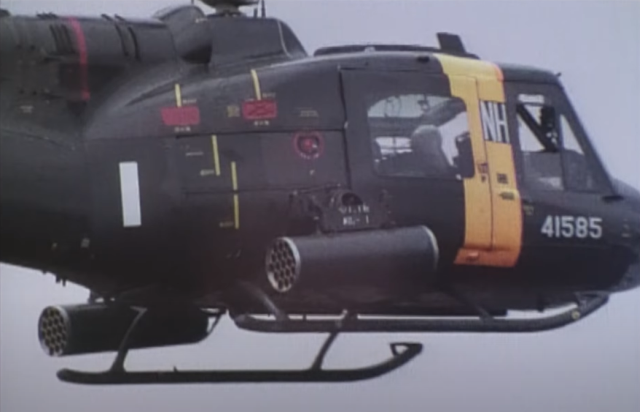
昭和53年度総合火力演習で登場したロケット弾ポッド装備のHU-1B。

#### UH-1H

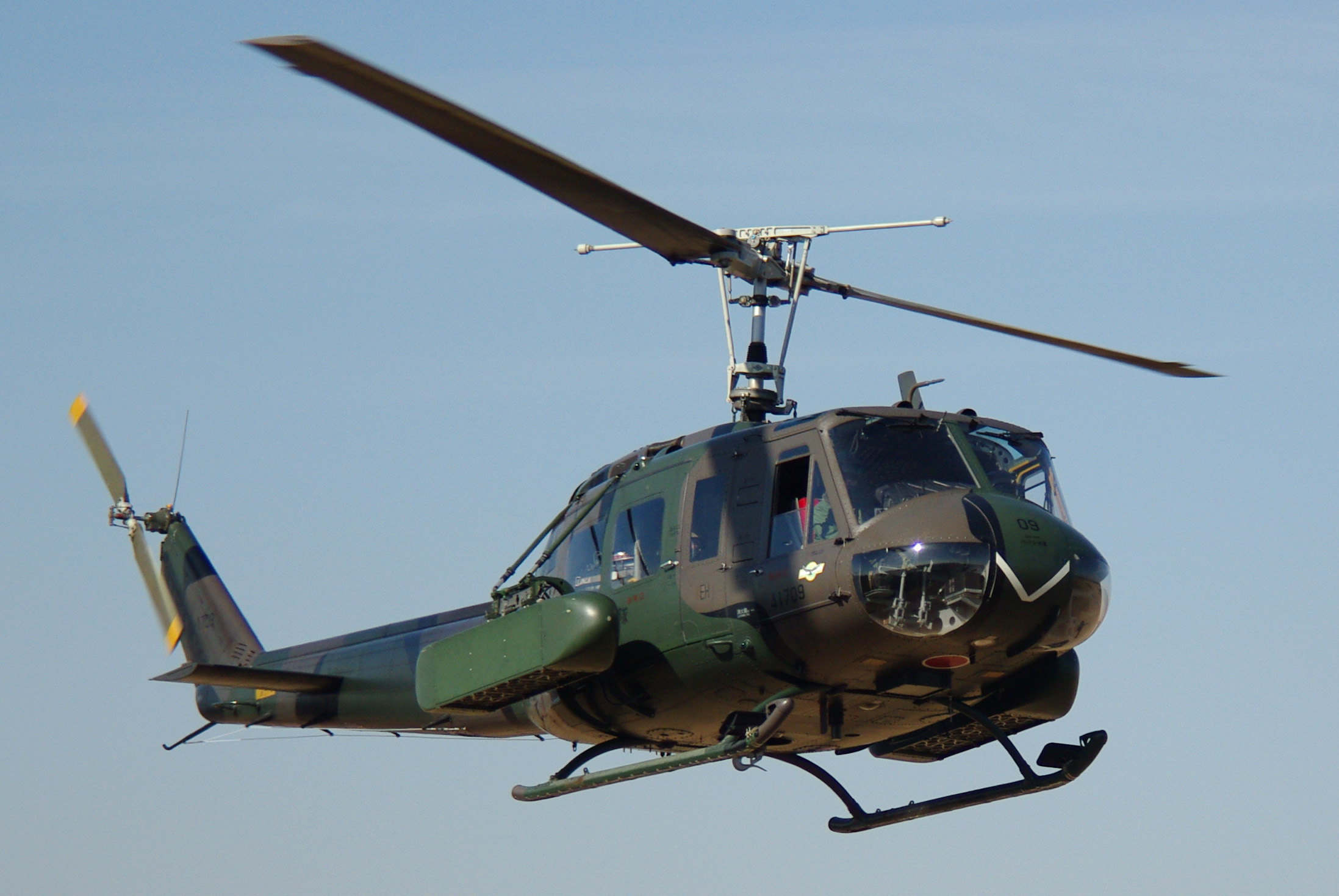
UH-1H

陸上自衛隊は2015年3月末時点でUH-1HとUH-1Jを131機保有していた。87式地雷散布装置を機外側面に取り付けることができる。1972年（昭和47年）からは、機体を大型化しエンジンをT53-K-13Bに強化したUH-1Hの調達に切り替え、1991年（平成3年）までに133機を納入、民間型のB204も販売した。富士重工の提案により陸上自衛隊のUH-1Hは米軍のものとは異なりテール･ローターがトラクター型になっており、横風での方向制御特性が改善されている。導入当初はUH-1Bと同様の塗装をしていたが、逐次迷彩塗装に切り替えられている。
UH-1Hの最終生産8機は暗視ゴーグル（JAVN-V6）対応コックピットとなり、末期生産の少数はヘリコプター映像伝送装置（ヘリテレ）または赤外線監視装置が搭載された。全機退役済み。なお、大量に保管されている修理用の部品は、防衛装備移転三原則に基づきフィリピンに無償で譲渡された。

#### UH-1J

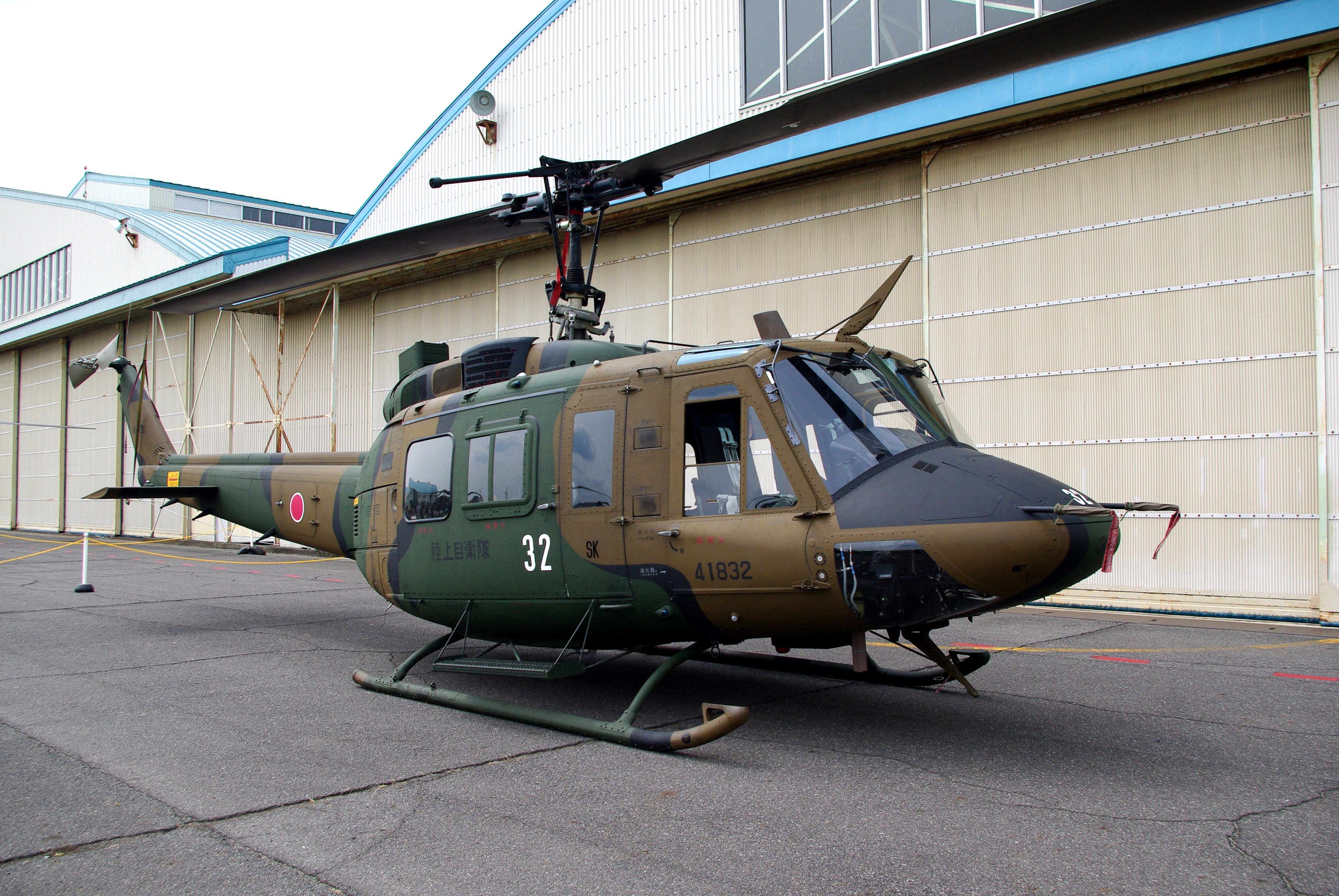
UH-1J

平成3年度（1991年度）予算からは、エンジンをAH-1Sと同じT53-K-703に換装し、ワイヤーカッターなどを装備した富士重工業独自の改良型UH-1J（平成3年防衛白書にはHU-1H改、平成4年度防衛白書にはUH-1H改と記載）の調達に切り替え、2007年（平成19年）までに130機を納入した。2025年3月末時点のUH-1Jの保有数は99機である。
UH-1Jはベルとの共同開発をベースとしているが、80パーセントを国産技術としている。UH-1Jは当初より、暗視ゴーグル対応コックピットで生産され、また、大半の機体にはヘリコプター映像伝送装置か赤外線監視装置を搭載できる準備工事が施されている。エンジンカウリングの上部にはIRジャマーも搭載可能。また、J型の民間版205Bも開発し、販売している。
防衛庁（現 防衛省）では1997年（平成9年）からUH-1後継機として、三菱重工業がライセンス生産するUH-60JA（約37億円）の導入も開始したが、非常に高額であることからUH-1J（約12億円）と混用する計画に変更した。
2016年度で調達を終了し、現在は、運用限度時間に達した機体から退役が始まっている。
| 予算計上年度         | 調達数 |
| -------------------- | ------ |
| 平成元年度（1989年） | 12機   |
| 平成2年度（1990年）  | 0機    |
| 平成3年度（1991年）  | 0機    |
| 平成4年度（1992年）  | 13機   |
| 平成5年度（1993年）  | 13機   |
| 平成6年度（1994年）  | 13機   |
| 平成7年度（1995年）  | 13機   |
| 平成8年度（1996年）  | 7機    |
| 平成9年度（1997年）  | 3機    |
| 平成10年度（1998年） | 4機    |
| 平成11年度（1999年） | 5機    |
| 平成12年度（2000年） | 7機    |
| 平成13年度（2001年） | 6機    |
| 平成14年度（2002年） | 3機    |
| 平成15年度（2003年） | 6機    |
| 平成16年度（2004年） | 2機    |
| 平成17年度（2005年） | 3機    |
| 平成18年度（2006年） | 4機    |
| 平成19年度（2007年） | 16機   |
| 合計                 | 130機  |

#### 後継機

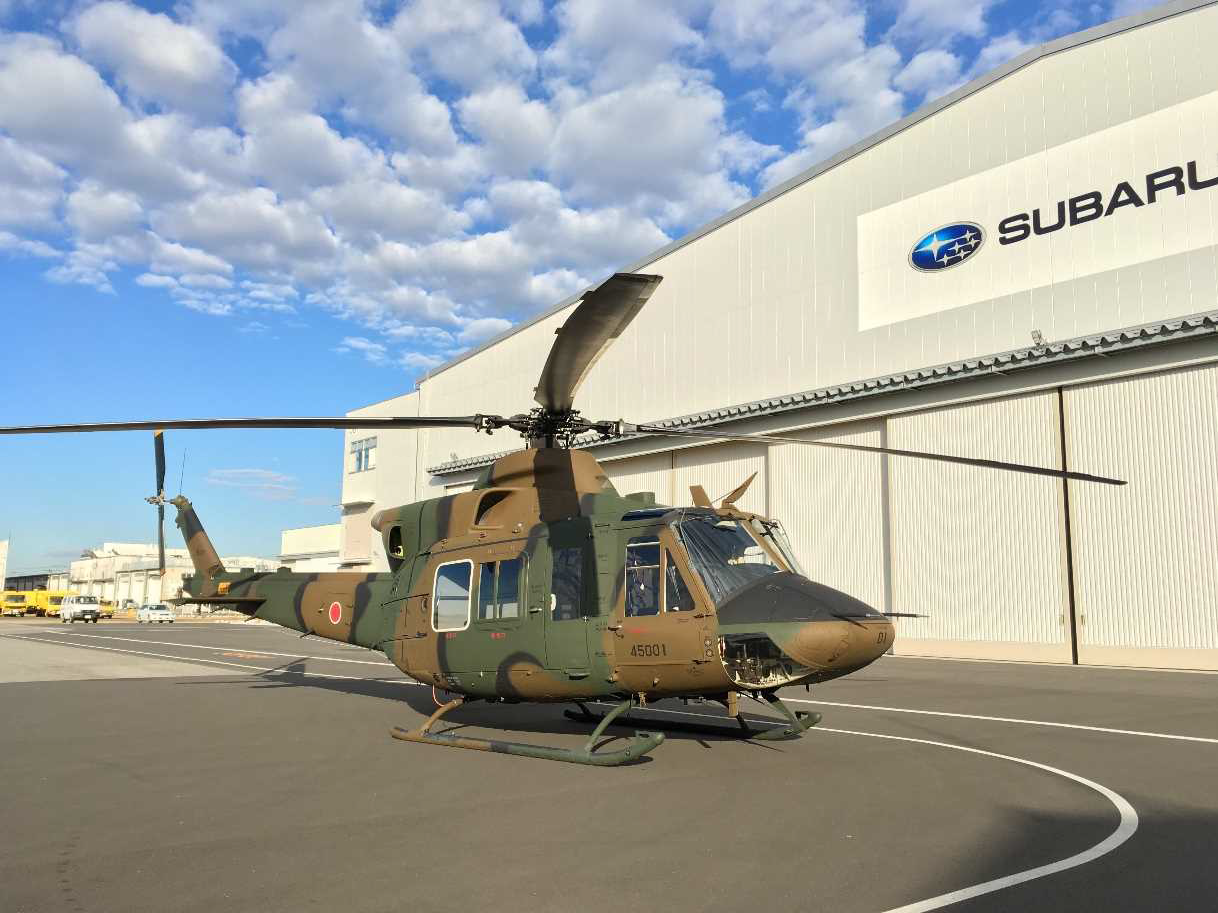
UH-X

平成22年度に防衛省は、平成23年度から平成29年度までに、UH-1JかOH-1をベースに、UH-1Jと同等以下の価格で、長距離洋上飛行での安全性、速度、航続性能を大幅に高め、高温・高標高領域での超低空飛行が可能な「新多用途ヘリコプター」を国産開発する事を決定した。2012年3月には、川崎重工業がOH-1を母体に後継機を開発すること、最終的に約140機を製造し、1機あたりの価格は約10億円になる見通しである事が一部メディアで報じられた。そして同月中に川崎重工から同情報が公式発表された。しかし、2012年9月、防衛省と関連企業は次期多用途ヘリコプターの開発・納入計画を巡る談合が行われていた疑いが強まったとして、東京地検特捜部の家宅捜索を受けたことが判明した。これを受け、2013年1月11日に、UH-X開発計画の白紙化と川崎重工との契約解除が決定された。
2015年（平成27年）7月17日、次期多用途ヘリコプターとして、富士重工業（現・SUBARU）とベル・ヘリコプターのベル 412EPXをベースとした共同開発機を選定し、機体名をUH-2とした。2021年（令和3年）から20年かけて1機12億円で150機を調達する。
UH-2は、2019年度に初号機が納入され、各種導入試験が行なわれていたが、2021年6月までにすべての試験が終了し、同年6月24日に正式に部隊使用承認がなされ、部隊配備が開始された。

## 影響を与えた事柄
1992年、イギリスの音楽バンド「ジャミロクワイ」が「イロコイ」を考慮してバンド名を造語した。リーダーのジェイ・ケイが子供の頃学校でベトナム戦争について習った時、戦争で使用された本ヘリコプターの名前「UH-1 イロコイ」がアメリカ先住民のイロコイ部族に由来していた事が印象に残っており、先住民や人種迫害を考慮してイロコイをバンド名に織り交ぜた。詳細はジャミロクワイの「バンド名」参照。